# Byron Bertram
Pour les articles homonymes, voir Bertram.
Byron Bertram, né le 29 octobre 1952 à Johannesbourg, est un joueur de tennis sud-africain.

## Palmarès

### Finale en simple messieurs
| No | Date       | Nom et lieu du tournoi                | Catégorie | Surface | Vainqueur   | Score         |  |
| -- | ---------- | ------------------------------------- | --------- | ------- | ----------- | ------------- |  |
| 1  | 11-03-1974 | Tournoi de tennis de Calgary, Calgary |           | NC      | Karl Meiler | 6-4, 3-6, 6-3 |  |

### Titre en double messieurs
| No | Date       | Nom et lieu du tournoi                     | Catégorie | Surface | Partenaire | Finalistes                 | Score    |  |
| -- | ---------- | ------------------------------------------ | --------- | ------- | ---------- | -------------------------- | -------- |  |
| 1  | 02-08-1976 | Tournoi de tennis de Louisville Louisville |           | NC      | Pat Cramer | Erik van Dillen Stan Smith | 6-3, 6-4 |  |

### Finales en double messieurs
| No | Date       | Nom et lieu du tournoi                                       | Catégorie | Dotation | Surface         | Vainqueurs                     | Partenaire      | Score            |  |
| -- | ---------- | ------------------------------------------------------------ | --------- | -------- | --------------- | ------------------------------ | --------------- | ---------------- |  |
| 1  | 09-07-1973 | Tournoi de tennis du Pays de Galles Newport                  |           | NC $     | NC              | Bob Giltinan Ray Keldie        | William Lloyd   | Finale non jouée |  |
| 2  | 24-02-1974 | US National Indoor Championships Salisbury                   |           | NC $     | Moquette (int.) | Jimmy Connors Frew McMillan    | Andrew Pattison | 3-6, 6-2, 6-1    |  |
| 3  | 24-03-1974 | Mississippi International Indoor Tennis Championship Jackson |           | NC $     | Moquette (int.) | Fred McNair Grover Reid        | John Feaver     | 3-6, 6-3, 6-3    |  |
| 4  | 29-01-1978 | Longboat Key Pro Tennis Classic Sarasota                     |           | 50 000 $ | Moquette (int.) | Colin Dowdeswell Geoff Masters | Bernard Mitton  | 2-6, 6-3, 6-2    |  |